# Zbrosławice

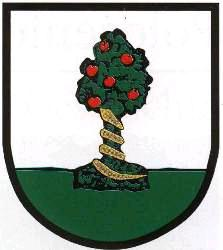
Wapen van Zbrosławice

Zbrosławice (hist. Broslawitz) is een dorp in het Poolse woiwodschap Silezië, in het district Tarnogórski. De plaats maakt deel uit van de gemeente Zbrosławice en telt 2 338 inwoners.